# دستور معالم الحکم و مأثور مکارم الشیم
دستورُ معالمِ الحِکَمِ و مأثورُ مکارمِ الشّیَم کتابی است تألیف قاضی قضاعی، عالم و قاضی سدهٔ پنجم هجری قمری. او در این کتاب روایاتی از علی بن ابی‌طالب جمع‌آوری کرده‌است. وی همچنین در کتابی دیگر با عنوان شهاب‌الأخبار هزار روایت از پیامبر اسلام جمع‌آوری کرده‌است. این کتاب سومین کتاب در تاریخ اسلام است که به جمع‌آوری سخنان علی بن ابی‌طالب پرداخته‌است.
این کتاب همچنین یکی از منابع اصلی پیرامون سخنان علی بن ابی‌طالب در نهج‌البلاغه و دانشنامه امام علی است.

## تأثیرپذیری ازسید رضی
قاضی قضاعی در این تألیف خویش هم از منتخبات سید رضی در نهج‌البلاغه بهره برده و هم توضیحاتی از وی را بدون ذکر نامش نقل می‌کند.

## ترجمه به فارسی
این کتاب در سال ۱۳۶۲ توسط فیروز حریرچی به فارسی برگردان شده‌است.